# Avaren (Europa)

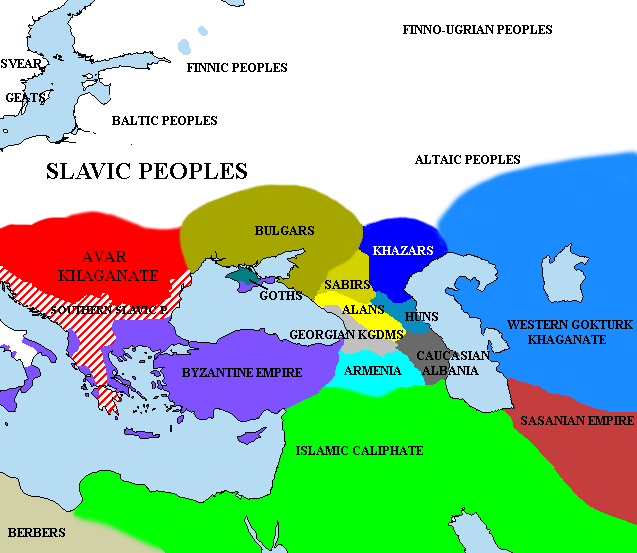

De Avaren waren een van oorsprong gemengd, waarschijnlijk vooral Turks nomadenvolk dat in het kielzog van de Hunnen en Turken migreerde naar Europa en hun rijk vestigde in het Wolga-gebied in de 6e eeuw. De Avaren spraken een Turkse taal.

## Oorsprong
De oorsprong van de Avaren is in verband gebracht met de Varchonites, ofwel Var-Hunnen. In 463 worden ze vermeld bij de Zwarte Zee. Volgens Chinese kronieken zouden ze onderdanen van de Hephthalieten zijn. Ze hadden hun woongebied waarschijnlijk in de buurt van het Aralmeer.
Volgens de huidige theorie zou de leidende clan, de Var, War of Uar, afkomstig zijn van de Rouran. Deze zouden zich als heersers over verscheidene Centraal-Aziatische en Zuid-Siberische steppevolkeren gevestigd hebben. 
De afkomst uit Rouran werd bevestigd door een genetische studie: op zeer korte tijd zijn de Rouran gemigreerd van de Mongoolse naar de Hongaarse steppe. Binnen de elite bleef het oosterse genetische profiel lang overheersend, wat er wellicht op wijst dat de initiële populatie omvangrijk genoeg was om endogamie toe te laten, al kan ook volgmigratie en blijvend contact een verklaring zijn.

## Kaukasische Avaren
De relatie met de huidige Avaren in de Kaukasus is onduidelijk. Mogelijk zijn deze ontstaan uit een andere tak van de oorspronkelijke Var.

## Voetnoten
1. ↑  Guido Alberto Gnecchi-Ruscone, Anna Szécsényi-Nagy, István Koncz, Gergely Csiky, Zsófia Rácz, A.B. Rohrlach, Guido Brandt, Nadin Rohland, Veronika Csáky, Olivia Cheronet, Bea Szeifert, Tibor Ákos Rácz, András Benedek, Zsolt Bernert, Norbert Berta, Szabolcs Czifra, János Dani, Zoltán Farkas, Tamara Hága, Tamás Hajdu, Mónika Jászberényi, Viktória Kisjuhász, Barbara Kolozsi, Péter Major, Antónia Marcsik, Bernadett Ny. Kovacsóczy, Csilla Balogh, Gabriella M. Lezsák, János Gábor Ódor, Márta Szelekovszky, Tamás Szeniczey, Judit Tárnoki, Zoltán Tóth, Eszter K. Tutkovics, Balázs G. Mende, Patrick Geary, Walter Pohl, Tivadar Vida, Ron Pinhasi, David Reich, Zuzana Hofmanová, Choongwon Jeong, Johannes Krause, "Ancient genomes reveal origin and rapid trans-Eurasian migration of 7th century Avar elites" in: Cell, 1 april 2022. DOI:10.1016/j.cell.2022.03.007